# National Motor Vehicle Company

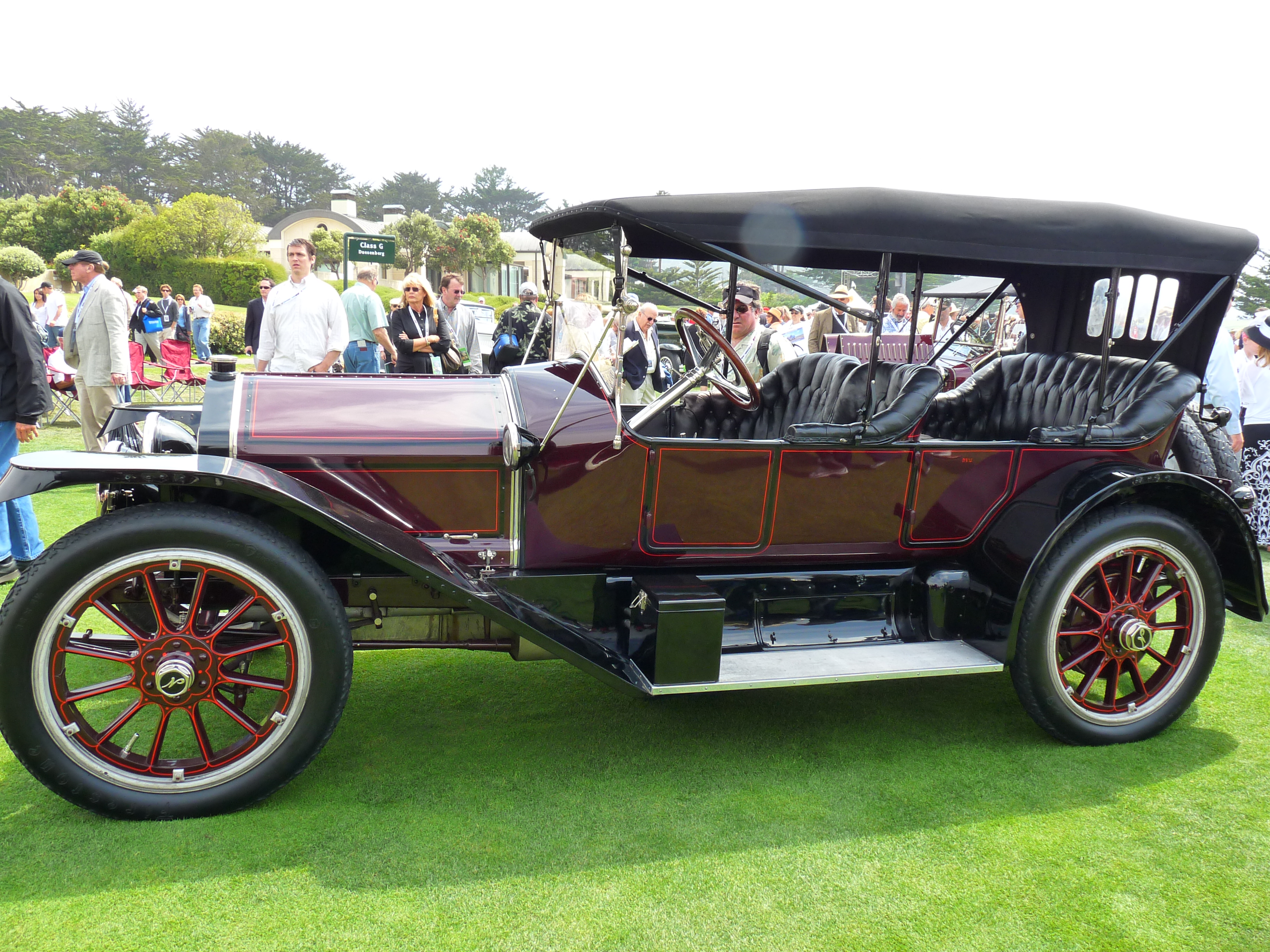
National Series V-N3 Tonneau, de 1913.

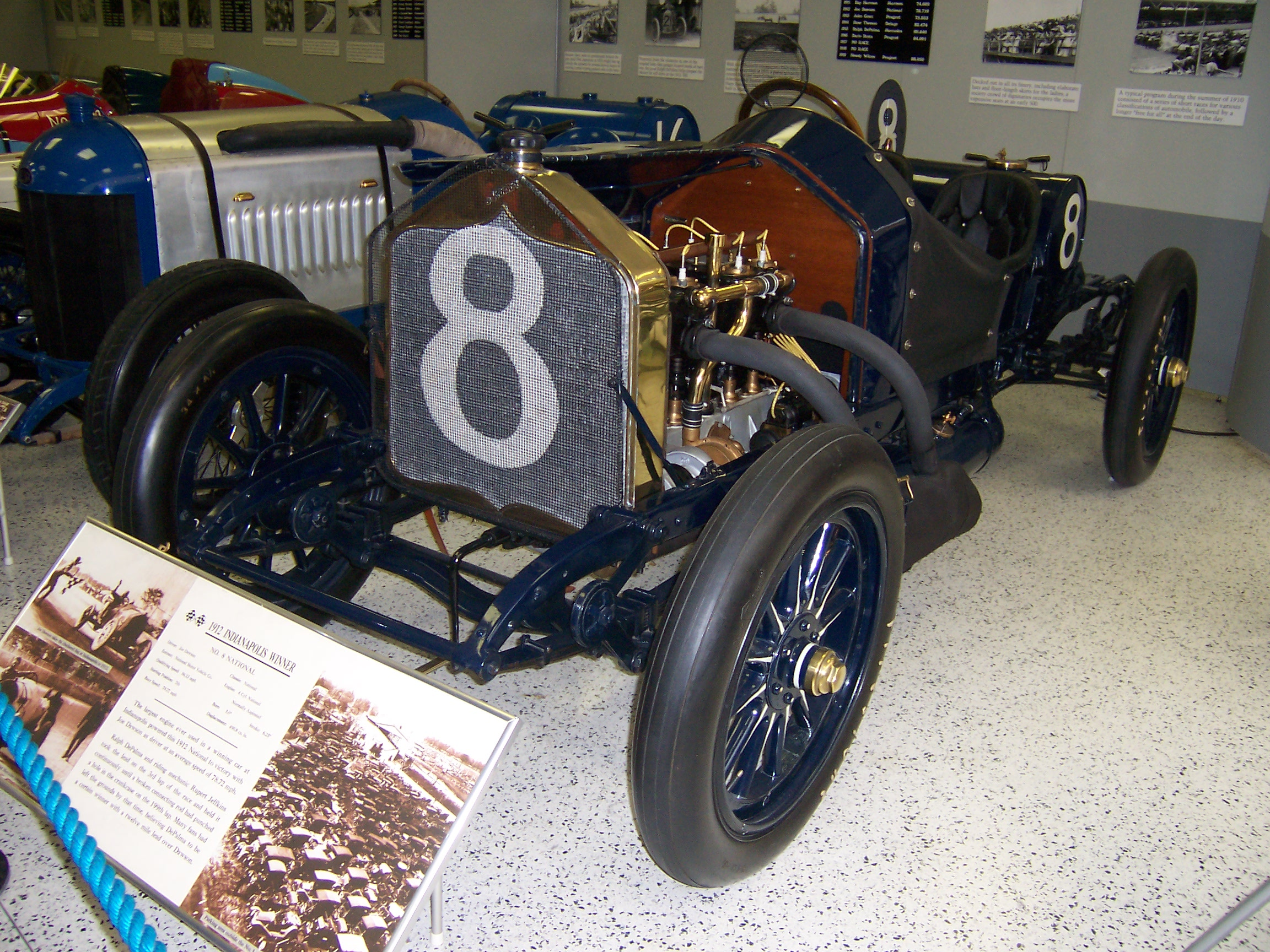
La voiture de Joe Dawson, victorieuse lors de l'Indy 500 de 1912 (Indianapolis Motor Speedway Hall of Fame Museum).

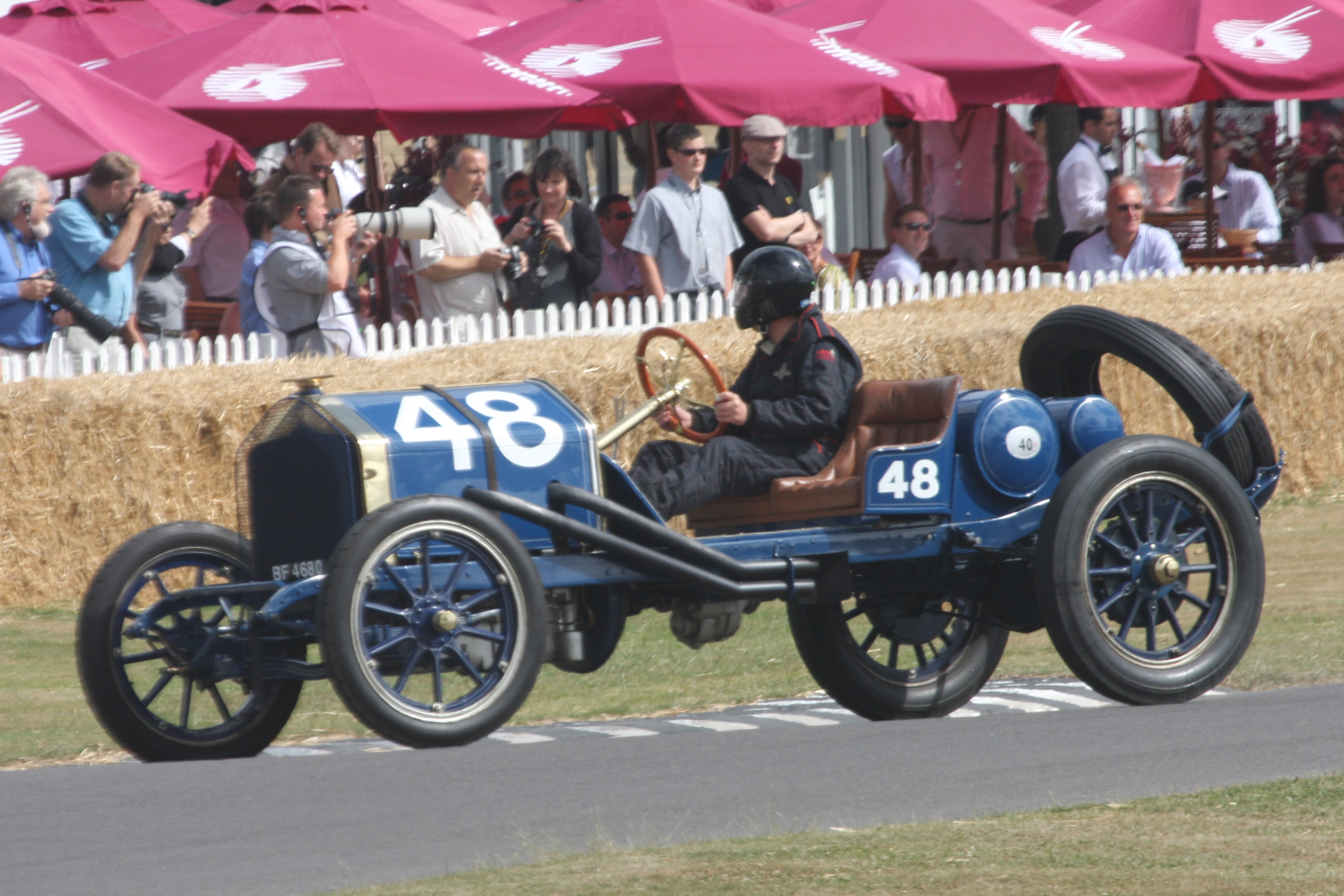
National 40 hp "Indianapolis" de 1910 (Goodwood Festival of Speed 2009).

National Motor Vehicle Company était un constructeur automobile américain du début du XXe siècle.
Son créateur Arthur C. Newby fut l'un des principaux investisseurs pour la construction du Indianapolis Motor Speedway, en 1909.

## Modèles produits
Les premiers véhicules sont des voitures électriques d'une puissance de 9 hp, à batteries arrière, avec le modèle Style A. La carrosserie est en bois renforcé, et la vitesse maximale de 24 km/h. En 1903 est produit le premier moteur à combustion, un 4 cylindres dû à Rutenber. La production des modèles électriques cesse en 1905. La même année, un radiateur circulaire frontal devient le signe distinctif de la marque, qui sort alors un moteur six cylindres en 1906, cylindrée disponible jusqu'à la dissolution de la société.
Le pic de production est atteint en 1915, avec alors plus de 1 800 voitures produites dans l'année. En 1916, la compagnie présente le "Highway Twelve", un bloc de douze cylindres curieusement moins cher à la vente que le six cylindres, et elle adopte un nouveau nom, National Motor and Vehicle Corporation.
Durant le premier conflit mondial, National est contrainte d'augmenter le prix de vente de ses voitures, afin de contrecarrer les effets de l'inflation, ce qui l'oblige en 1920 à cesser la production des "Highway" Sixes et Twelves. Sort alors un nouveau moteur, le Sextet, un Continental six cylindres modifié dans la position de ses soupapes par les ingénieurs de chez National.
En 1922, la société est fusionnée avec Dixie Flyer and Jackson pour donner lieu à l'Associated Motor Industries, qui s'appelle National Motors Corporation en 1923 et 1924.

## Succès sportifs
La compagnie remporte des succès aussi bien lors de courses sur routes, que sur circuits, courses de côte ou de dirt track. Elle s'impose par exemple en 1911 -année la plus fructueuse- au total dans 84 compétitions.
Parmi les résultats les plus probants, une 6 cylindres gagne en 1911 l'Elgin National Trophy (Il, avec en:Len Zengel) et l'Illinois Trophy. L'année suivante, Joe Dawson s'impose lors de la deuxième édition des 500 Milles d'Indianapolis à la vitesse moyenne de 127 km/h. Ce fut la seule fois où un véhicule de stock car gagna l'Indy 500 (8e Wilcox).
En courses de côte, les succès sont essentiellement acquis entre 1910 et 1912, surtout grâce à Howard "Howdy" Wilcox sur un modèle de 50 hp, en 1910.

## Source
- (en) Cet article est partiellement ou en totalité issu de l’article de Wikipédia en anglais intitulé « National Motor Vehicle Company » (voir la liste des auteurs).